# اویلین هو دهارت
اویلین هو دهارت (انگلیسی: Evelyn Hu-DeHart؛ زادهٔ ۱۲ فوریهٔ ۱۹۴۷) تاریخ‌نگار، مؤلف، Professor of History and American Studies اهل ایالات متحده آمریکا است.
وی همچنین برندهٔ جوایزی همچون برنامه فولبرایت شده‌است.